# Америка Феррера
Америка Джорджин Феррера (англ. America Georgin Ferrera; нар. 18 квітня 1984) — американська акторка кіно, телебачення та озвучування, телепродюсер, телережисер та активістка. Володарка премій «Еммі», «Золотий глобус», Гільдії кіноакторів за головну роль у комедійному серіалі «Не краса по-американськи». Вона стала переможницею кінофестивалю незалежного кіно «Санденс» (за роботу в драмі «Справжні жінки мають форми»).

## Життєпис
Народилася 18 квітня 1984 року в Лос-Анджелесі в родині емігрантів з Гондурасу молодшою з шести дітей. Її мати працювала старшою над покоївками в престижному готелі. У 7 років зіграла у виставі «Гамлет» та захотіла стати акторкою. Америка брала активну участь в аматорських виставах. Коли їй було 7, батьки розлучилися, батько покинув дітей і дружину і повернувся в Гондурас.
Після школи Америка вступила до Університету Південної Каліфорнії, де вивчала міжнародні відносини та драматичне мистецтво. Ще студенткою першого курсу, у 18 років дебютувала в кіно, зігравши головну роль. У 2002 році з'явилася у фільмі «Прорвемося» про школярок, які підкорюють танцювальний конкурс. Далі Ферреру помітила режисерка Патріція Кардосо, яка дала їй головну роль у своїй стрічці «Справжні жінки завжди в тілі» (2002). Її героїня — дівчина з мексиканського кварталу, яка хоче покинути дім і вступити до престижного коледжу, проте сім'я день у день повторює їй, що треба наполегливо працювати і йти до шлюбу. Драма здобула успіх в Америці, зібравши в прокаті понад 7 млн доларів. Крім того, стрічка мала успіх на кінофестивалі «Санденс», а Америка Феррера нагороджена спеціальним призом фестивалю.
Кар'єра Феррери стала стрімко розвиватися. Вона знялася у фільмах «Пісня прерій» (2004), «.15/год» (2004), «Джинси, як символ дружби» (2005), «Королі Догтауна» (2005), «Як дівчата Гарсія провели літо» (2005). У 2006 році Феррера з'явилася в ролі «страшилки Бетті», яка влаштовується на роботу в компанію, пов'язану зі світом моди, в телесеріалі «Огидна Бетті» (або «Погануля», 2006—2010). Телепроєкт мав високі рейтинги протягом усіх 4 сезонів, і приніс Феррері приголомшливу славу. Проєкт нагородили декількома преміями «Золотий глобус», а акторка в результаті численних номінацій виграла премії «Еммі», «Золотий глобус» і нагороду від Гільдії кіноакторів.
У 2012-му році Феррера стала головною героїнею телесеріалу Родріго Гарсія «Крістін».
З 2010 року озвучувала Астрід у декількох мультфільмах з серії «Як приборкати дракона».

### Особисте життя
У 2011 році Феррера заручилася зі своїм однокурсником по університету, режисером і актором Раяном Вільямсом. Одружилася 27 червня 2011 року. 9 травня 2018 року народила сина Себастьяна.
2025 року Феррера із родиною переїхала до Британії.

## Політична діяльність
Америка Феррера є політично активною. Під час президентських праймеріз 2008 року вона разом з Челсі Клінтон та Ембер Тамблін очолювала організацію Hillblazers на підтримку кампанії Гілларі Клінтон.
Феррера була присутня на Національному з'їзді Демократичної партії 2012 року в Шарлотті, Північна Кароліна, і на Національному з'їзді Демократичної партії 2016 року у Філадельфії. На з'їзді 2016 року вона звернулася до делегатів як спікерка, розділивши сцену з Ліною Данем.
Феррера активно працює з організацією Voto Latino та виступає в різних програмах новин, щоб заохотити латиноамериканців у США голосувати. Феррера також співпрацює з Євою Лонгорією як співведуча She Se Puede, цифрової платформи про спосіб життя, яка заохочує голосувати в латиноамериканській спільноті. Як продовження своєї роботи перед президентською кампанією 2020 року, Феррера та Лонгорія провели захід з текстовим банкінгом з VoteRiders, щоб проінформувати виборців про суворі закони Джорджії про ідентифікацію виборців напередодні другого туру виборів до Сенату Джорджії.

## Фільмографія
| Рік       |     | Українська назва                         | Оригінальна назва                          | Роль                                              |
| --------- | --- | ---------------------------------------- | ------------------------------------------ | ------------------------------------------------- |
| 2002      | ф   | Справжні жінки мають форми               | Real Women Have Curves                     | Анна Гарсія                                       |
| 2002      | с   | Дотик янгола                             | Touched by an Angel                        | Чарлі (серія «The Word»)                          |
| 2002      | тф  | Прорвемося!                              | Gotta Kick It Up!                          | Йоланда Варгас                                    |
| 2004      | кф  | Темрява мінус дванадцять                 | Darkness Minus Twelve                      | Луїза                                             |
| 2004      | тф  | Пісня прерій                             | Plainsong                                  | Вікторія Рубайду                                  |
| 2004      | с   | CSI: Місце злочину                       | CSI: Crime Scene Investigation             | Ейпріл Перес (серія «Harvest»)                    |
| 2005      | ф   | Як дівчата Ґарсіа провели літо           | How the Garcia Girls Spent Their Summer    | Бланка Ґарсіа                                     |
| 2005      | ф   | Джинси, як символ дружби                 | The Sisterhood of the Traveling Pants      | Кармен Ловелл                                     |
| 2005      | ф   | Королі Доґтауна                          | Lords of Dogtown                           | Сандер Манкі                                      |
| 2005      | ф   | 3:52                                     | 3:52                                       | Кейт                                              |
| 2006      | ф   | Сталеве місто                            | Steel City                                 | Емі Бернс                                         |
| 2006—2010 | с   | Не краса по-американськи                 | Ugly Betty                                 | Бетті Суарез (головна роль, 85 серій)             |
| 2007      | кф  | Мертвий                                  | Muertas                                    | Ребекка                                           |
| 2007      | ф   | У темряву                                | Hacia la oscuridad                         | Луїза                                             |
| 2007      | ф   | Під одним місяцем                        | La Misma Luna                              | Марта                                             |
| 2008      | ф   | Джинси, як символ дружби 2               | The Sisterhood of the Traveling Pants 2    | Кармен Ловелл                                     |
| 2008      | мф  | Феї                                      | Tinker Bell                                | Фауна (голос)                                     |
| 2010      | ф   | Суха земля                               | The Dry Land                               | Сара                                              |
| 2010      | ф   | Сімейне весілля                          | Our Family Wedding                         | Люсія Рамірес                                     |
| 2010      | мф  | Як приборкати дракона                    | How to Train Your Dragon                   | Астрід (голос)                                    |
| 2010      | мф  | Легенда про Костолома                    | Legend of the Boneknapper Dragon           | Астрід (голос)                                    |
| 2011      | мф  | Книга драконів                           | Book of Dragons                            | Астрід (голос)                                    |
| 2011      | мф  | Подарунок Нічної Фурії                   | Gift of the Night Fury                     | Астрід (голос)                                    |
| 2011—2013 | с   | Гарна дружина                            | The Good Wife                              | Наталі Флорес (у 4 серіях)                        |
| 2011      | мс  | Умілець Менні                            | Handy Manny                                | Ґрасіела Моралес (серія «Snow Problem»)           |
| 2012      | ф   | Це катастрофа                            | It's a Disaster                            | Геді Галілі                                       |
| 2012      | ф   | Патруль                                  | End of Watch                               | офіцер Ороско                                     |
| 2012      | док | Половина неба                            | Half the Sky                               | камео                                             |
| 2012—2018 | мс  | Дракони                                  | Dragons                                    | Астрід (голос)                                    |
| 2014      | ф   | Цезар Чавес                              | César Chávez                               | Гелен Чавес                                       |
| 2014      | ф   | X/Y                                      | X/Y                                        | Сільвія                                           |
| 2014      | мф  | Як приборкати дракона 2                  | How to Train Your Dragon 2                 | Астрід (голос)                                    |
| 2014      | мф  | Світанок драконівських гонщиків          | Dawn of the Dragon Racers                  | Астрід (голос)                                    |
| 2015—2021 | с   | Супермаркет                              | Superstore                                 | Емі (головна роль)                                |
| 2016      | ф   | Спеціальні коресподенти                  | Special Correspondents                     | Бріджита                                          |
| 2016      | с   | Ліпсінк Батл                             | Lip Sync Battle                            | камео (серія «America Ferrera vs. Amber Tamblyn») |
| 2017      | с   | Угамуй свій запал                        | Curb Your Enthusiasm                       | Ванесса Надаль (серія «The Shucker»)              |
| 2019      | мф  | Як приборкати дракона 3: Прихований світ | How to Train Your Dragon: The Hidden World | Астрід (голос)                                    |
| 2022      | с   | Стартап, що зазнав краху                 | WeCrashed                                  | Еліша Кеннеді (2 серії)                           |
| 2023      | ф   | Барбі                                    | Barbie                                     | Ґлорія                                            |
| 2023      | ф   | Дурні гроші                              | Dumb Money                                 | Дженніфер Кемпбелл                                |

## Нагороди
| Рік  | Нагорода                             | Категорія                                                            | Фільм                        | Результат |
| ---- | ------------------------------------ | -------------------------------------------------------------------- | ---------------------------- | --------- |
| 2002 | Кінофестиваль «Санденс»              | Спеціальний приз журі за драматичну роль                             | Справжні жінки завжди в тілі | Перемога  |
| 2006 | Imagen Award                         | За найкращу жіночу роль                                              | Джинси, як символ дружби     | Перемога  |
| 2007 | Премія ALMA                          | За найкращу жіночу роль у телесеріалах, мінісеріалах або телефільмах | Огидна Бетті                 | Перемога  |
| 2007 | Imagen Award                         | За найкращу жіночу роль на телебаченні                               | Огидна Бетті                 | Перемога  |
| 2007 | Imagen Award                         | Creative Achievement Award                                           | Огидна Бетті                 | Перемога  |
| 2007 | Прайм-тайм премія «Еммі»             | За найкращу жіночу роль у комедійному телесеріалі                    | Огидна Бетті                 | Перемога  |
| 2007 | Золотий глобус                       | За найкращу жіночу роль — комедія або мюзикл                         | Огидна Бетті                 | Перемога  |
| 2007 | Премія «Супутник»                    | За найкращу жіночу роль у комедійних або музичних телесеріалах       | Огидна Бетті                 | Перемога  |
| 2007 | Премія Гільдії кіноакторів           | За найкращу жіночу роль у комедійному серіалі                        | Огидна Бетті                 | Перемога  |
| 2007 | Teen Choice Awards                   | Choice TV: Breakout                                                  | Огидна Бетті                 | Перемога  |
| 2007 | NAACP Image Award                    | За найкращу жіночу роль у комедійному телесеріалі                    | Огидна Бетті                 | Перемога  |
| 2007 | New York Women in Film & Television  | Премія Музи                                                          | Огидна Бетті                 | Перемога  |
| 2010 | Imagen Award                         | За найкращу жіночу роль у телесеріалі                                | Огидна Бетті                 | Перемога  |
| 2011 | Нагорода Союзу жінок-кіножурналістів | За найкражу жіночу роль озвучування                                  | Як приборкати дракона        | Перемога  |
| 2017 | Премія «Грейсі»                      | За найкращу жіночу головну роль у комедії або мюзиклі                | Супермаркет                  | Перемога  |